# Berengar I. von Sulzbach

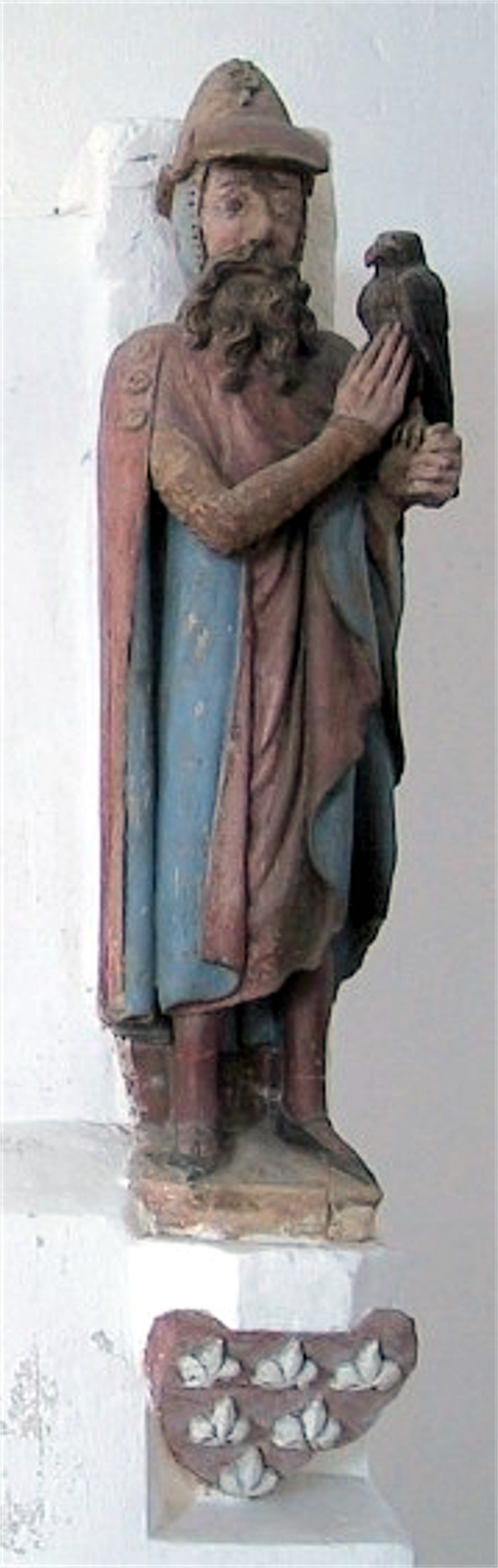
Berengar I. von Sulzbach mit Jagdfalke und Wappen, Kloster Kastl

Graf Berengar I. von Sulzbach (zuweilen gezählt auch als Berengar II. von Sulzbach; * vor 1080; † 3. Dezember 1125) entstammte dem Adelsgeschlecht der Grafen von Sulzbach und war der Sohn von Graf Gebhard II. († 1085) und Irmgard von Rott († 1101).

## Leben
Berengar I. war zuerst für höchstens sechs Jahre bis zu ihrem Tod 1105 mit Adelheid von Frontenhausen-Lechsgemünd verheiratet. Diese Ehe blieb vermutlich kinderlos. Danach heiratete er Adelheid von Dießen-Wolfratshausen, mit der er sechs Kinder hatte. Vermutlich dank Berengars Verbindungen, unter anderem zu dem römisch-deutschen König und Kaiser Heinrich V., heirateten vier dieser Kinder in höchste Kreise ein:
Bertha von Sulzbach wurde Kaiserin von Ostrom (Byzantinisches Reich) an der Seite von Manuel I. Komnenos, Gertrud von Sulzbach wurde römisch-deutsche Königin an der Seite Konrad III., Gebhard III. von Sulzbach war mit Mathilde, der Tochter des bayerischen Herzogs Heinrich IX. verheiratet und Luitgart von Sulzbach war Herzogin von Niederlothringen.

## Wirken

### Berater Heinrichs V.
Graf Berengar I. von Sulzbach war maßgeblich am Sturz Kaiser Heinrichs IV. und der Einsetzung von dessen Sohn Heinrich V. beteiligt. Insbesondere zwischen 1104 und 1106 tritt er häufig an der Seite Heinrichs V. auf und war für ihn als einer seiner wichtigsten Berater in Reichsangelegenheiten unterwegs. Zwischen 1108 und 1111 nahm er an dessen Feldzügen in Ungarn und Polen sowie an dessen Romzug teil. Vom Januar 1116 bis Herbst 1119 ist von ihm keine Präsenz an Heinrichs Königshof nachweisbar, erst wieder anschließend bis 1125. Es wird angenommen, dass sich Graf Berengar während seiner Abwesenheit vom Königshof wieder vermehrt seinen Stiftsgründungen gewidmet hat. 1122 nahm Berengar an der Reichsversammlung in Worms teil, die das später so genannte Wormser Konkordat aushandelte, das dem Investiturstreit ein Ende setzte. In dieser Urkunde erscheint er als einziger Graf – und damit am Ende – in der Zeugenliste.

### Vogt des Reichsstifts Niedernburg in Passau
In einer um 1110 zu datierenden Urkunde erscheint Graf Berengar von Sulzbach als Vogt der Äbtissin Kunigunde, die dem seinerzeit zum Reichsstift erhobenen Klosters Niedernburg vorstand. Die Sulzbacher Familie scheint dem Reichsstift Niedernburg in Passau nicht nur durch die Vogtei-Rechte, die in Berengars Nachfolge an seinen Sohn Gebhard II. (III.) weitergegeben wurden, sondern auch durch die Position seiner Tochter, Adelheid von Sulzbach verbunden gewesen zu sein, die spätestens für die Zeit ab 1147 als Äbtissin Niedernburgs bezeugt ist. Dieses Vogteirecht des reichen Passauer Frauenstifts ragte aufgrund dessen Reichsstellung und großer Besitzungen besonders heraus. (Zugleich könnte es nicht nur den Niedergang des Klosters als Reichsstift, sondern auch den derer von Sulzbach bedeutet haben, als Adelheid vor 1160 als Äbtissin abgesetzt worden war – auch wenn das die an ihren Bruder Gebhard weitergegebenen und bis vermutlich zu seinem Tod geltenden Vogteirechte formal nicht betraf, waren dessen Zugriffsmöglichkeiten nun durch die im Vergleich zum König viel bedrängendere Nähe des Bischofs als neuen Klosterherrn weit mehr eingeschränkt.)

### Kirchlicher Reformkreis / Stiftsgründungen
Als Teil der Führungsgruppe eines sich über Bayern, Schwaben und Sachsen erstreckenden kirchlichen Reformkreises gründete er unter anderem die Stifte Berchtesgaden, Baumburg und Kastl, letzteres zusammen mit Graf Friedrich von Kastl-Habsberg und dessen Sohn Otto.  In einem vermutlich an ihn adressierten und gegen Kaiser Heinrich IV. gerichteten Brief heißt es: „Nullus salvatus est in diluvio extra archam, quae figuram gerebat ecclesiae.“ (Niemand ist in der Sintflut gerettet worden außerhalb der Arche, welche die Gestalt der Kirche trug.) Denn der religiös-ideelle Hintergrund dieses adligen Reformkreises lautete: Ein aus der „heilsbringenden Kirche“ gebannter Kaiser führt das Volk ins Verderben. „Nur die wahre Kirche, die Kirche der gregorianischen und monastischen Reform, konnte den Weg der Rettung weisen.“
Seine erste Stiftsgründung, das Klosterstift Berchtesgaden, erfolgte im Auftrag seiner Mutter Irmgard von Rott. Der Legende nach zur Erfüllung eines Gelübdes zum Dank für die Errettung seines Vaters Gebhard II. von Sulzbach nach einem Jagdunfall bei dem Felsen, auf dem heute die Berchtesgadener Stiftskirche steht.
Den Berchtesgadener Besitz hatte seine Mutter Irmgard aus ihrer ersten Ehe mit dem Sieghardinger Grafen Engelbert V. im Chiemgau als Witwengabe eingebracht und hierzu in ihrem Gelübde verfügt, dass dort eine Klerikergemeinschaft nach der Idee des „gemeinschaftlichen Lebens“ („congregatio clericorum communis vite“) entstehen soll. „Durch verschiedene weltliche Angelegenheiten aufgehalten“, vermochte Irmgard die Gründung des Stifts nicht mehr selber in die Wege zu leiten. Deshalb beauftragte sie kurz vor ihrem Tod ihren Sohn Berengar, die Stiftsgründung zu „ihrem und seinem Seelenheil“ voranzutreiben.

Privileg von Papst Paschalis II. für Berchtesgaden

Berengar I. ernannte noch im Todesjahr seiner Mutter (1101) den Kanoniker Eberwin zum ersten Stiftspropst. Unter dessen Führung entsandte er drei Augustiner-Chorherren und vier Laienbrüder aus dem Kloster Rottenbuch, das seinerzeit als Mutterstift der Augustiner in Altbayern wegweisend in der Kanonikerreform war, nach Berchtesgaden. Gemeinsam mit seinem Stiefbruder Kuno von Horburg-Lechsgemünd setzte sich Berengar I. anschließend für die päpstliche Bestätigung der Klostergründung ein. Vermutlich 1102 (spätestens 1105) reiste Kuno von Horburg im Auftrag Berengars I. zusammen mit Eberwin nach Rom. Papst Paschalis II. hatte „sehr wahrscheinlich“ bereits am 7. April 1102 das gräfliche Eigenkloster berthercatmen unter seinen Schutz gestellt, und dieses „Privileg“ Berengar I. und Kuno von Horburg schriftlich bestätigt. Nach der großen Lateransynode (Ende März, Anfang April 1102) wurde Berengar I. nämlich am 12. Mai 1102 auch das Privileg für das hirsauische Reformkloster Kastl erteilt, das er 1102/03 gemeinsam mit Graf Friedrich Habsberg-Kastl, dessen Sohn Graf Otto von Habsberg und Gräfin Luitgard von Zähringen, Schwester des aus Konstanz verdrängten Bischofs Gebhard III., gegründet hat. Noch im selben Jahr soll von Paschalis II. auch noch das Privileg für das Kloster Baumburg bestätigt worden sein.
Doch das Berchtesgadener Stift kam vorerst nicht über eine Zelle hinaus. Laut der Fundatio monasterii Berchtesgadensis hätten die Augustiner „die einsame Wildnis Berchtesgadens, den schreckenerregenden Bergwald und das entsetzliche Erlebnis von ständigem Eis und Schnee“ als sehr unwirtlich empfunden und deshalb nach einem geeigneteren Platz gesucht.
Vermutlich aber war Berengar I. nicht in der Lage, mehrere Klöster gleichzeitig angemessen auszustatten. Außerdem war er zwischen 1104 und 1106 in die heftigen Kämpfe Heinrichs V. gegen dessen Vater Kaiser Heinrich IV. verstrickt. Selbst das Anliegen seiner Frau Adelheid von Frontenhausen-Lechsgemünd, die Witwengüter aus ihren ersten beiden Ehen ebenfalls zur Gründung eines Reformstifts aufzuwenden, vermochte Berengar nicht gleich umzusetzen. Adelheid sah sich deshalb sogar gezwungen, vor ihrem Tod (1104/1105) nicht nur ihrem Gemahl, sondern auch noch zwölf ausgesuchten Ministerialen unter Eid das Gelöbnis abzunehmen, für die Gründung eines Regularkanonikerstifts zu sorgen und es der bereits bestehenden Kirche St. Margarethen in Baumburg nördlich des Chiemsees anzugliedern. Aber innerhalb von nur drei, vier Jahren zwei Stifte zu gründen und sich zugleich am Reformkloster Kastl zu beteiligen, brachte selbst den Sohn einer so mächtigen Familie wie die der Sulzbacher in Bedrängnis. So hätte er sich schließlich laut einer „Baumburger Mitteilung“ dem Drängen seiner Ministerialen gefügt, die Verpflichtungen seiner Mutter Irmgard und seiner ersten Ehefrau Adelheid zu erfüllen, indem er Baumburg um die Gründungsgüter von Berchtesgaden erweitert und es so zu wenigstens einem gut ausgestatteten Stift macht. Doch eigentlich wären Berengar nach wie vor zwei voneinander getrennte Stifte lieber als nur eines gewesen.
1107 (spätestens 1109) wurden Eberwin und seine Mönche schließlich aus Berchtesgaden für das von Berengar im Andenken an seine 1105 verstorbene erste Ehefrau Adelheid von Frontenhausen-Lechsgemünd gegründete Kloster Baumburg im Norden des heutigen Landkreises Traunstein abgezogen. Doch sowohl Berengar als auch Eberwin gaben Berchtesgaden nicht auf – ungesichert ist laut Stefan Weinfurter jedoch, wer von beiden, „im religiösen Eifer ohnehin zusammenwirkend“, den ersten Anstoß zur Rückkehr gab. Er ließ Eberwin ca. 1116 (lt. A. Helm zwischen 1106 und 1112, lt. Manfred Feulner vermutlich um 1116, lt. Dieter Albrecht und Weinfurter zwischen 1116 und Mitte 1119) nach Berchtesgaden zurückkehren. Berengar hatte das Klosterstift nun auch besser ausgestattet, so dass der Stiftspropst die ersten größeren Rodungen veranlassen konnte und sich die Augustiner-Chorherren endgültig dort niederließen.
Aber die wiedererlangte „frühere Freiheit“ Berchtesgadens war noch nicht gesichert. Der neue und „erste“ Propst von Baumburg Gottschalk (ca. 1120–1163), der Eberwin als „Abtrünnigen“ betrachtete und aus der Propstliste tilgte, war nicht bereit, den Verlust der Berchtesgadener Ausstattungsgüter hinzunehmen. Nach dem Tod Berengars (3. Dezember 1125) hatte er die Rechtmäßigkeit der Trennung angefochten und sich an den zuständigen Bischof, Erzbischof Konrad I. von Salzburg (1106–1147), für eine Verfügung zur erneuten Zusammenlegung gewandt. Erst nach einem Schiedsspruch Konrads im Jahr 1136 wurde das Nebeneinander beider Stifte im Sinne Berengars bekräftigt und 1142 von Papst Innozenz II. erneut bestätigt. Die Baumburger Forderungen hingegen wurden als „Meinung gewisser einfältiger Brüder“ abgewiesen.

### Postume Würdigung
Zu Ehren Berengars als Gründer des Klosterstifts Berchtesgaden wurde anlässlich der 900-Jahr-Feier Berchtesgadens im Jahr 2002 der Platz zwischen der Pfarrkirche St. Andreas und der Stiftskirche in „Berengarplatz“ benannt und mit einer Widmung auf einer entsprechenden Steinplatte versehen.

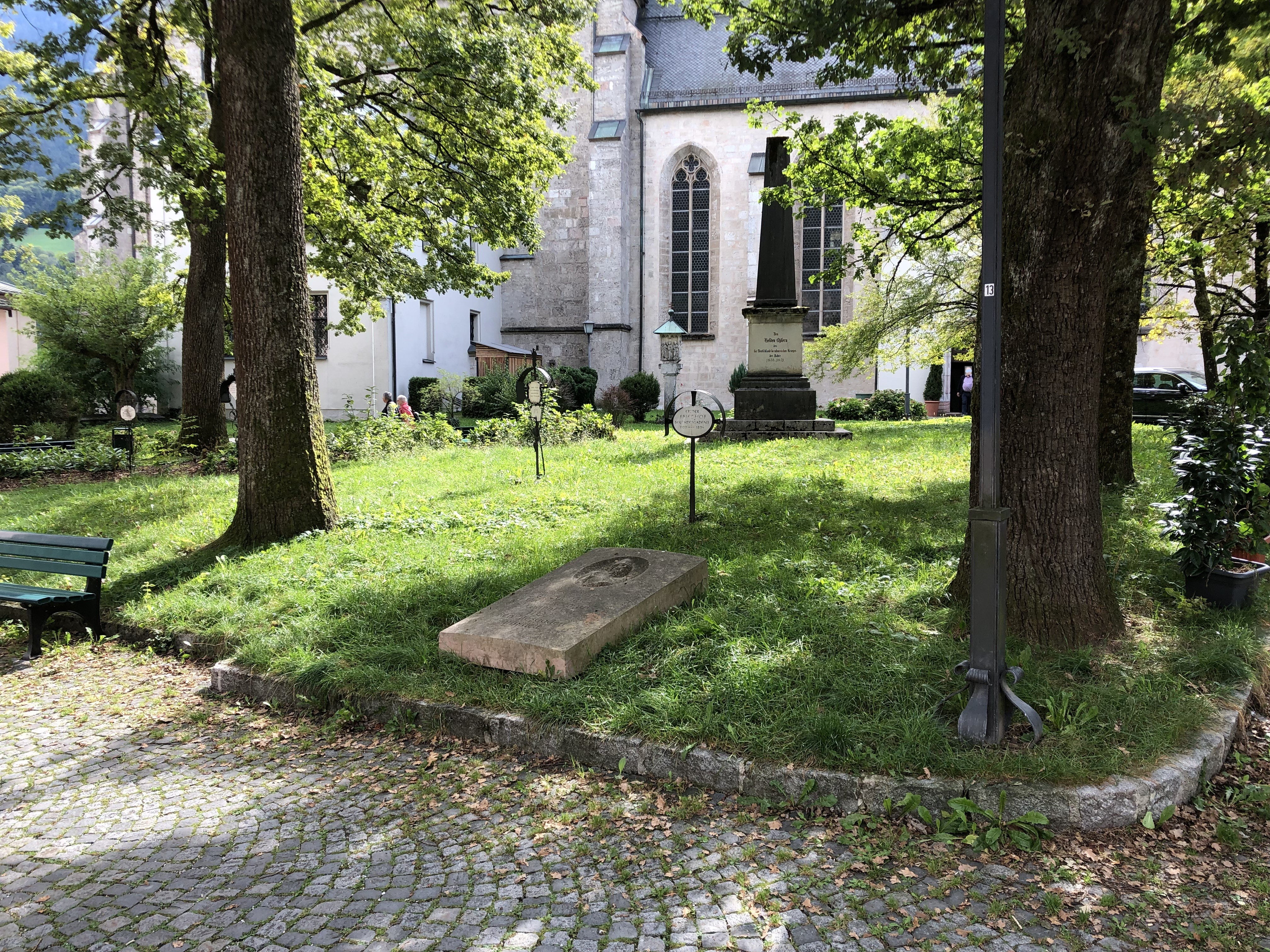
Berengarplatz im Hintergrund die Stiftskirche
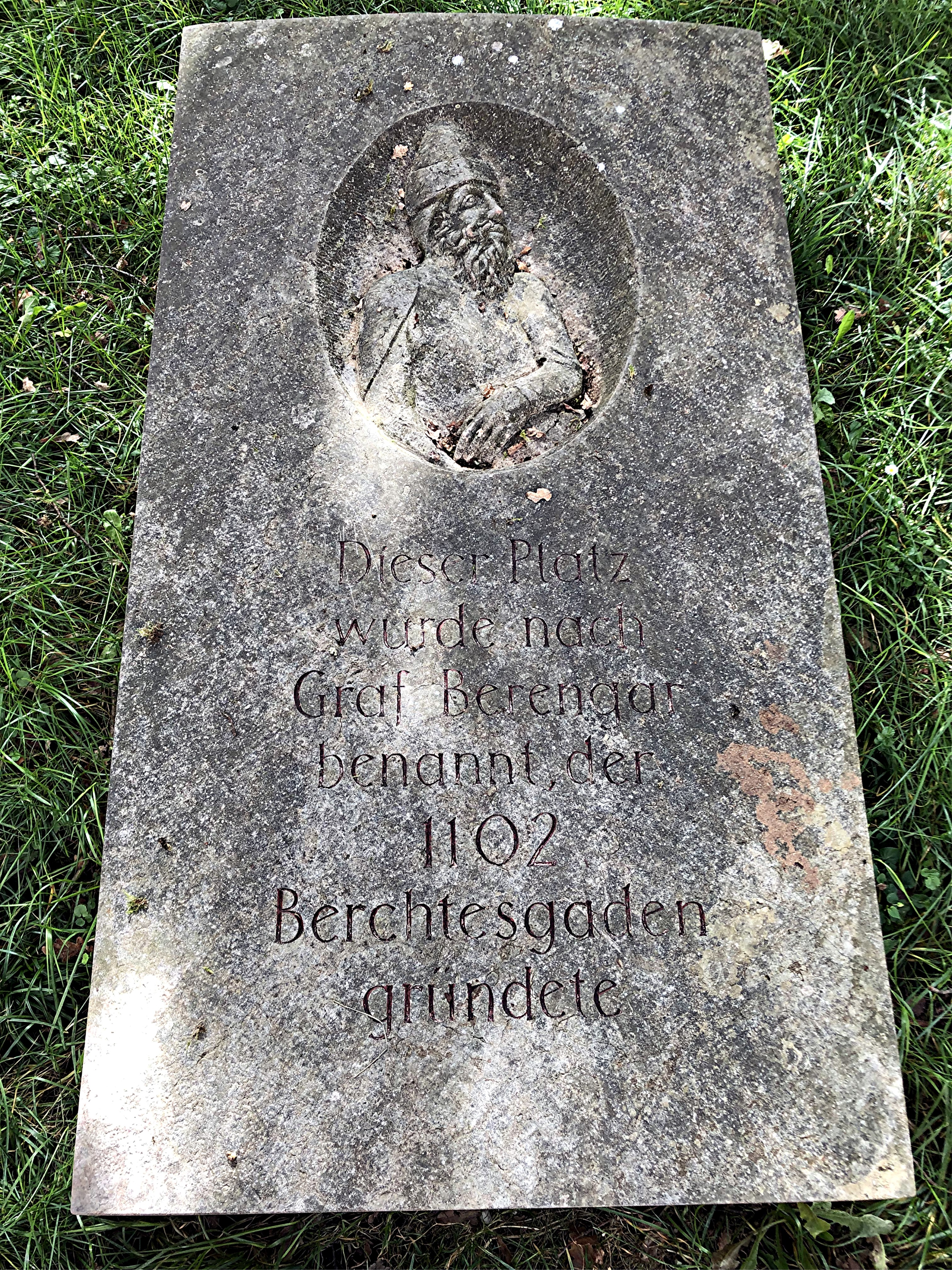
Gedenkstein von 2002 zu Ehren von Berengar I. von Sulzbach

## Familie
Stammbaum und seine Zuordnungen in der Hauptsache nach Jürgen Dendorfer, ergänzt um Angaben nach Heinz Dopsch – in Klammern und kursiv gesetzt ggf. alte Zählweise und Datumshinweise nach Heinz Dopsch.
- Berengar (um 1007)
  - Gebhard I. (II.) (1043/1071; † 1085), Graf von Sulzbach ⚭ Irmgard von Rott († 14. Juni 1101)
    - Adelheid († vor 1133) ⚭ Graf Sigiboto II. von Weyarn
    - Berengar I. (* vor 1080; † 3. Dezember 1125), Graf von Sulzbach, Stifter der Fürstpropstei Berchtesgaden und von Baumburg, Mitstifter des Klosters Kastl ⚭ nach Februar 1099 Adelheid von Frontenhausen-Lechsgemünd († 1105), Witwe des Ulrich von Passau (1), ⚭ Adelheid von Wolfratshausen († 1126) (2)[30]
      - (2) Adelheid, Äbtissin des Reichsstifts Niedernburg (reg. etwa ab 1147 bis vor 1160)[9]
      - (2) Gertrud (* um 1114; † 14. April 1146 in Hersfeld) ⚭ Konrad III., Römisch-deutscher König
        - Heinrich-Berengar (* um 1137; † 1150), 1147 mit 10 Jahren zum Mitkönig gewählt und gekrönt
        - Friedrich IV. von Rothenburg (* 1144/1145; † 1167), 1152–1167 Herzog von Schwaben ⚭ 1166 Gertrud von Sachsen (* 1154; † 1197) (Welfen)

      - (2) Bertha († 1158/1160) unter dem Namen Irene ⚭ in dessen 1. Ehe mit Manuel I. Komnenos, Kaiser von Byzanz
        - Maria „Porphyrogenita“ Komnene (* 1152; † Juli 1182), ⚭ Rainer von Montferrat (* um 1162; † August 1182), aus dem Haus der Markgrafen von Montferrat
        - Anna Komnene (* 1154; † 1158).[31]

      - (2) Luitgard (auch: Luitgardis; † nach 1163) ⚭ um 1139 Gottfried II. (* um 1110; † 13. Juni 1142), Graf von Löwen, Landgraf von Brabant, als Gottfried VII. auch Herzog von Niederlothringen und dadurch Markgraf von Antwerpen, (1) ⚭ um 1143 Hugo II., Graf von Dagsburg und Metz (2)
      - (2) Mathilde († 1165) ⚭ um 1139/40 Engelbert III. (* vor 1124; † 6. Oktober 1173), aus dem Hause der Spanheimer, Markgraf von Istrien, Markgraf von Tuscien, Graf von Kraiburg und Marquartstein)[32]
        - Kinderlos, Keine Nachfahren

      - (2) Gebhard II. (III.) (* um 1114 † 28. Oktober 1188), Graf von Sulzbach; im staufischen Dienst, Rivale der Diepoldinger-Rapotonen auf dem Nordgau; Regensburger Domvogt, Vogt von Niedermünster sowie von Passau-Niedernburg, Erbe der Burg Warberg ⚭ 1129 Mathilde († 16. März 1183), Tochter von Heinrich IX. (auch: Heinrich der Schwarze) Herzog von Bayern
        - Berengar II. († 21. August 1167), Graf von Sulzbach 1156–1167
        - Adelheid ⚭ Dietrich IV. († 1172), Graf von Kleve
        - Sophie († 1228), Erbtochter von Gebhard III. ⚭ Gerhard I. von Grögling († 1170)
        - Elisabeth († 1206) ⚭ 1163 Graf Rapoto I. von Ortenburg († 26. August 1186), aus dem Hause der Spanheimer, Graf von Murach, Graf von Kraiburg und Marquartstein
        - Bertha († nach 1200) ⚭ 1173 Heinrich II. von Altendorf († 1194)[33]